# Celebesboa
Celebesboa (Candoia carinata) är en liten boaorm som förekommer på Nya Guinea (samt en del omgivande öar) och Salomonöarna, med två olika underarter. På Nya Guinea förekommer underarten C. c. carinata som främst är trädlevande och på Salomonöarna förekommer underarten C. c. paulsoni som är marklevande. Underarterna har anpassat sig till de olika levnadssätten, de trädklättrande ormarna på Nya Guinea är slankare och har längre svans än ormarna på Salomonöarna, vilka är tjockare och har kortare svans. Till färg och teckning uppvisar ormarna stor variation, bland annat bruna, grå, gulaktiga eller rödaktiga nyanser. Längden är ungefär 70 till 100 centimeter. Ormarnas föda utgörs av ödlor och grodor. Ibland fångas även små däggdjur. Fortplantningen är ovovivipar.